# Filmmuseum Bendestorf

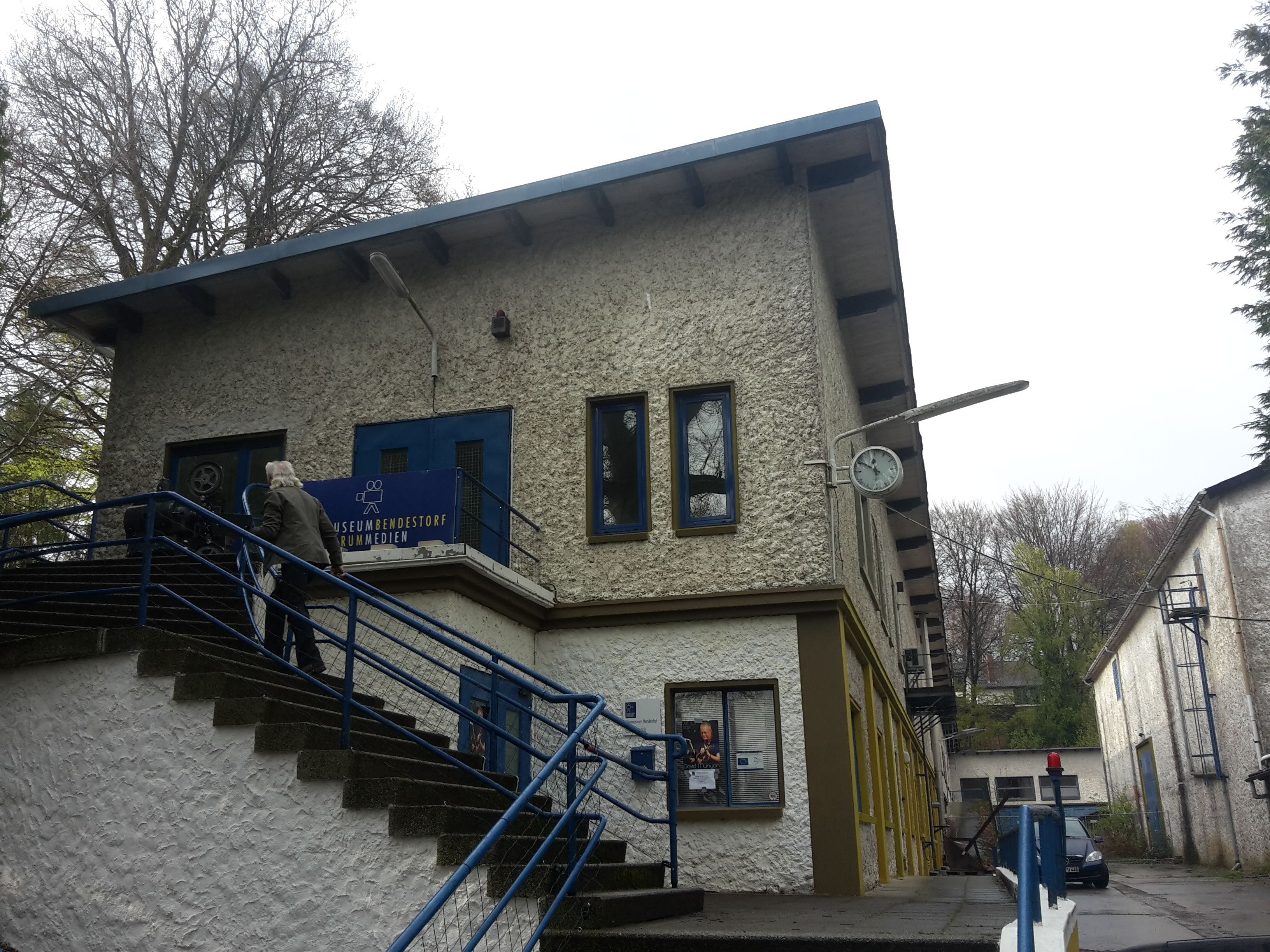
Filmmuseum Bendestorf

Das Filmmuseum Bendestorf auf dem historischen Gelände der Filmstudios Bendestorf ist ein  Filmmuseum in Bendestorf in Niedersachsen.

## Geschichte

### Filmstudios Bendestorf
Die Filmstudios Bendestorf entstanden am 1. April 1947, als Rolf Meyer die britische Lizenz zur Gründung einer Filmproduktionsgesellschaft erhielt und die Junge Film Union als eine der ersten Filmgesellschaften in West-Deutschland nach dem Zweiten Weltkrieg gründete.
Rolf Meyer war ehemaliger UFA-Mitarbeiter und als Flüchtling in Bendestorf gelandet. Da er politisch nicht belastet war, machten ihn die englischen Besatzer zum Bürgermeister und gestatteten ihm die Gründung seiner Produktionsfirma. Finanziert wurden die Produktionskosten von einem Fleischfabrikanten aus Hamburg, der 1947 zwei Millionen Reichsmark in die Filmbranche investierte. Nachdem die ersten beiden Spielfilme noch in einem Behelfsatelier im Gasthaus „Zum Schlangenbaum“ entstanden, begann Meyer ab 1948 mit dem Architekten Carlos Dudek auf dem benachbarten 14.000 Quadratmeter großen Gelände moderne Filmstudios mit kompletter Aufnahmetechnik zu errichten.
In den 1950er Jahren entwickelte sich das Bendestorfer Filmatelier zu einem der größten in Westdeutschland. Von 1947 bis 2005 wurden hier knapp 100 abendfüllende Filme und Serien produziert: Werke wie Ave Maria (1953) mit Zarah Leander und Heideschulmeister Uwe Karsten (1953/54) mit Claus Holm entstanden.
Der berühmteste Film wurde Die Sünderin (1950/51) mit Hildegard Knef. Entgegen verbreiteter Meinung war es nicht Hildegard Knefs Nacktszene, die nach dem Erscheinen des Films skandalisiert wurde, sondern die Thematisierung von wilder Ehe, Prostitution, Vergewaltigung, Sterbehilfe und Selbstmord.
Meyer konnte sich 1951 nach einem Autounfall mehrere Monate nicht um sein Unternehmen kümmern. Am 6. November 1952 wurde vor dem Landgericht Stade das Konkursverfahren über die Junge Film Union eröffnet und die Staatsanwaltschaft ermittelte gegen Meyer wegen Insolvenzverschleppung. Der Verleger Axel Springer, der damals ein Ferienhaus in Bendestorf besaß, zahlte die Kaution zur Entlassung aus der Untersuchungshaft. Rolf Meyer verstarb 1963 im Nachbardorf Todtglüsingen.
Nach der Insolvenz pachtete im Sommer 1952 Horst Fink von Fink-Film das Gelände, das fortan unter der Bezeichnung Atelierbetriebe Bendestorf GmbH firmierte, während Fink mit der Studio-Film GmbH eigene Produktionen für das Fernsehen und später auch Spielfilme herstellte. Im Jahre 1956 kaufte Horst Fink die bis dahin gepachtete Atelieranlage vom Land Niedersachsen, zwei Jahre später erwarb er das dazugehörige Grundstück. Durch zahlreiche Fremdproduktionen erlebte das Filmatelier Bendestorf den Jahren 1952 bis 1961 eine zweite Blüte.
Die Filmstudios erwiesen sich im Laufe der 1960er Jahre als zu klein für große Spielfilm-Produktionen. Fernsehproduktionen folgten, meist Fernseh-Shows für öffentlich-rechtliche und später auch private Fernsehsender, später dann Werbefilme. Im Sommer 2012 wurde im Filmstudio Bendestorf der letzte Film gedreht. Der Spitzname Heide-Hollywood resultiert aus diesem Teil der Dorfgeschichte, der Filmstars wie Marika Rökk, Hildegard Knef oder Zarah Leander nach Bendestorf brachte.

### Produktionen (Auswahl)
- Menschen in Gottes Hand (1947/48)
- Wege im Zwielicht (1948/49)
- Die Söhne des Herrn Gaspary (1948)
- Diese Nacht vergess ich nie! (1948/49)
- Der Bagnosträfling (1949)
- Das Fräulein und der Vagabund (1949)
- Dreizehn unter einem Hut (1949/50)
- Dieser Mann gehört mir (1949/50)
- Die wunderschöne Galathee (1949/50)
- Die Lüge (1950)
- Der Fall Rabanser (1950)
- Melodie des Schicksals (1950)
- Taxi-Kitty (1950)
- Die Sünderin (1950/51)
- Professor Nachtfalter (1950/51)
- Hilfe, ich bin unsichtbar! (1951)
- Sensation in San Remo (1951)
- Der Verlorene (1951)
- Es geschehen noch Wunder (1951)
- Die Csardasfürstin (1951)
- Die Diebin von Bagdad (1951/52)
- Oh, du lieber Fridolin (1952)
- Königin der Arena (1952)
- Ave Maria (1953)
- Komm zurück (1953)
- Heideschulmeister Uwe Karsten (1953/54)
- Hochzeitsglocken (1953/54)
- Der Mann meines Lebens (1953/54)
- Mannequins für Rio (1954)
- Musik, Musik und nur Musik (1954/55)
- Zwischenlandung in Paris (1954/55)
- Wunschkonzert (1955)
- Das fröhliche Dorf (1955)
- Suchkind 312 (1955)
- Nina (1956)
- Hurra – die Firma hat ein Kind (1956)
- Das Mädchen Marion (1956)
- Made in Germany – Ein Leben für Zeiss (1956/57)
- Die verpfuschte Hochzeitsnacht (1957)
- Haie und kleine Fische (1957)
- Von allen geliebt (1957)
- Das Mädchen aus Hamburg (1958)
- Das Mädchen vom Moorhof (1958)
- 13 kleine Esel und der Sonnenhof (1958)
- Das Mädchen mit den Katzenaugen (1958)
- Gräfin Mariza (1958)
- Der blaue Nachtfalter (1959)
- Der lustige Krieg des Hauptmann Pedro (1959)
- Das hab’ ich in Paris gelernt (1960)
- Ich zähle täglich meine Sorgen (1960)
- Die Bande des Schreckens (1960)
- Wenn die Heide blüht (1960)
- Der Teufel spielte Balalaika (1960/61)
- Mordnacht in Manhattan (1965)
- Otto und die nackte Welle (1968)
- Sieben Tage Frist (1969)
- Klein Erna auf dem Jungfernstieg (1969)
- Das gelbe Haus am Pinnasberg (1969/70)
- Perrak (1970)
- Das Freudenhaus (1970/71)
- … aber Jonny! (1972/73)
- Die Hinrichtung (1975/76)
- Der Schimmelreiter (1977/78)
- Der Madonna-Mann (1987)
- Der Mann nebenan (1991)
- Der Hauptmann von Köpenick (1997)
- Die Reise nach Kafiristan (2001)

### Filmmuseum Bendestorf
2011 wurde ein Förderverein für den Betrieb des Filmmuseums gegründet, das bereits seit 1990 im Makens Huus seine Sammlung ausstellte. 2017 wurde das Museum in den Räumen des ehemaligen Filmstudios neu eröffnet. Das Filmmuseum beinhaltet auf einer Fläche von ca. 800 m² Ausstellungsflächen, Produzentenkino, Mediathek, Archiv und Schulungsräume. Die Ausstellung bietet einen Einblick in die Filmtechnik der frühen Nachkriegsjahre. Dazu zählen Kameras und Schneidetische sowie originale Filmrequisiten und Kostüme. Zudem dokumentiert das Museum die Auswirkungen der Filmproduktion auf die lokale Wirtschaft und den Ort. Darüber hinaus umfasst die Ausstellung Plakate, Szenenbilder, Original-Drehbücher und Autogramm-Bilder der Schauspieler, die einen Einblick in die Produktion und Rezeption von Filmen dieser Ära geben. Im Videoraum können nach vorheriger Anmeldung mehr als 50 in Bendestorf gedrehte Filme angesehen werden.
2014 wurde bekannt, dass nach erfolgloser Suche nach Investoren der Abriss der Filmstudios geplant ist. Die Abrissarbeiten begannen 2018, um den Bau von 30 Luxus-Wohnungen zu ermöglichen. Es verbleibt ein Gebäudetrakt, in dem das Filmmuseum untergebracht ist.

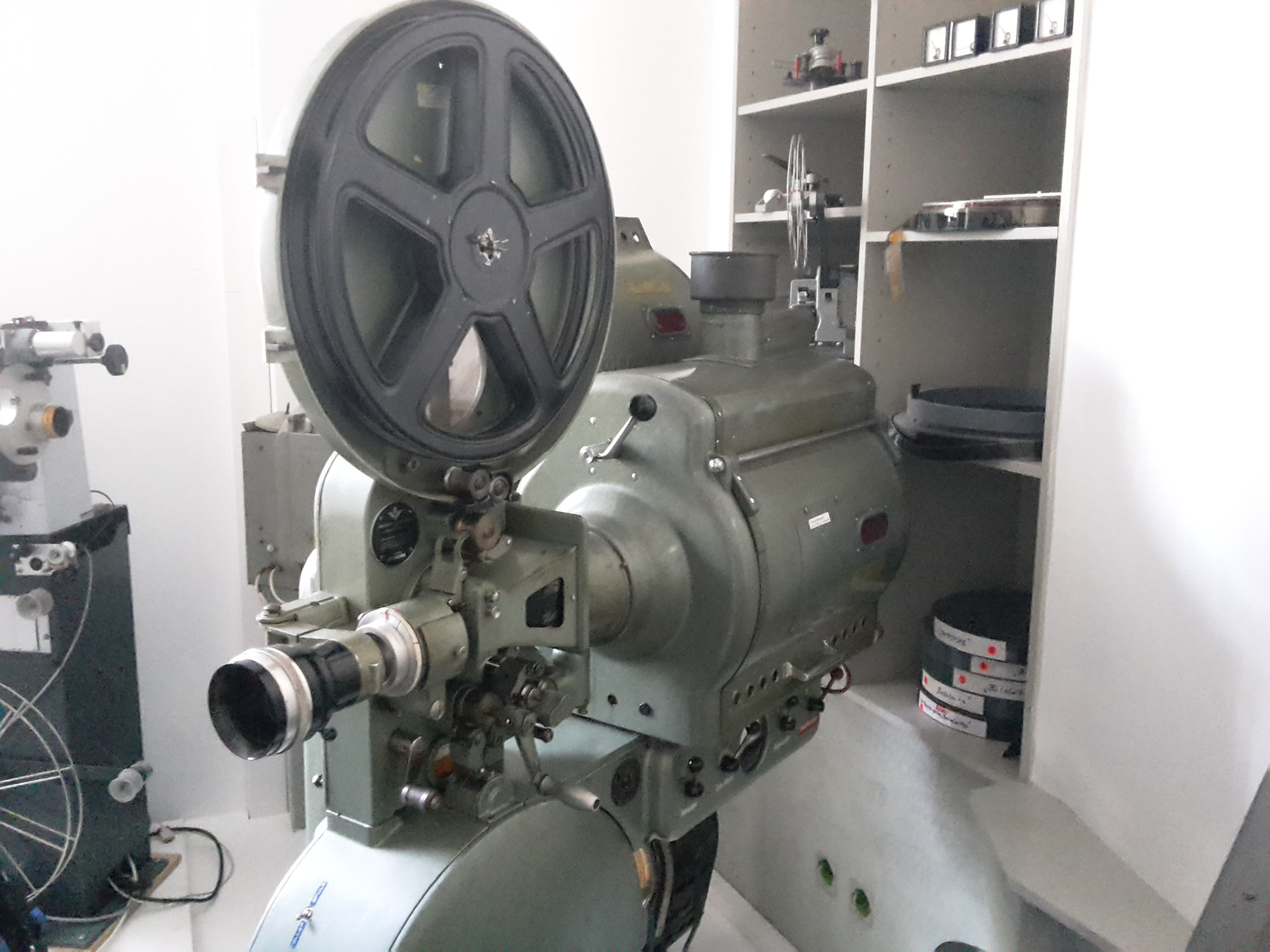
Filmprojektor
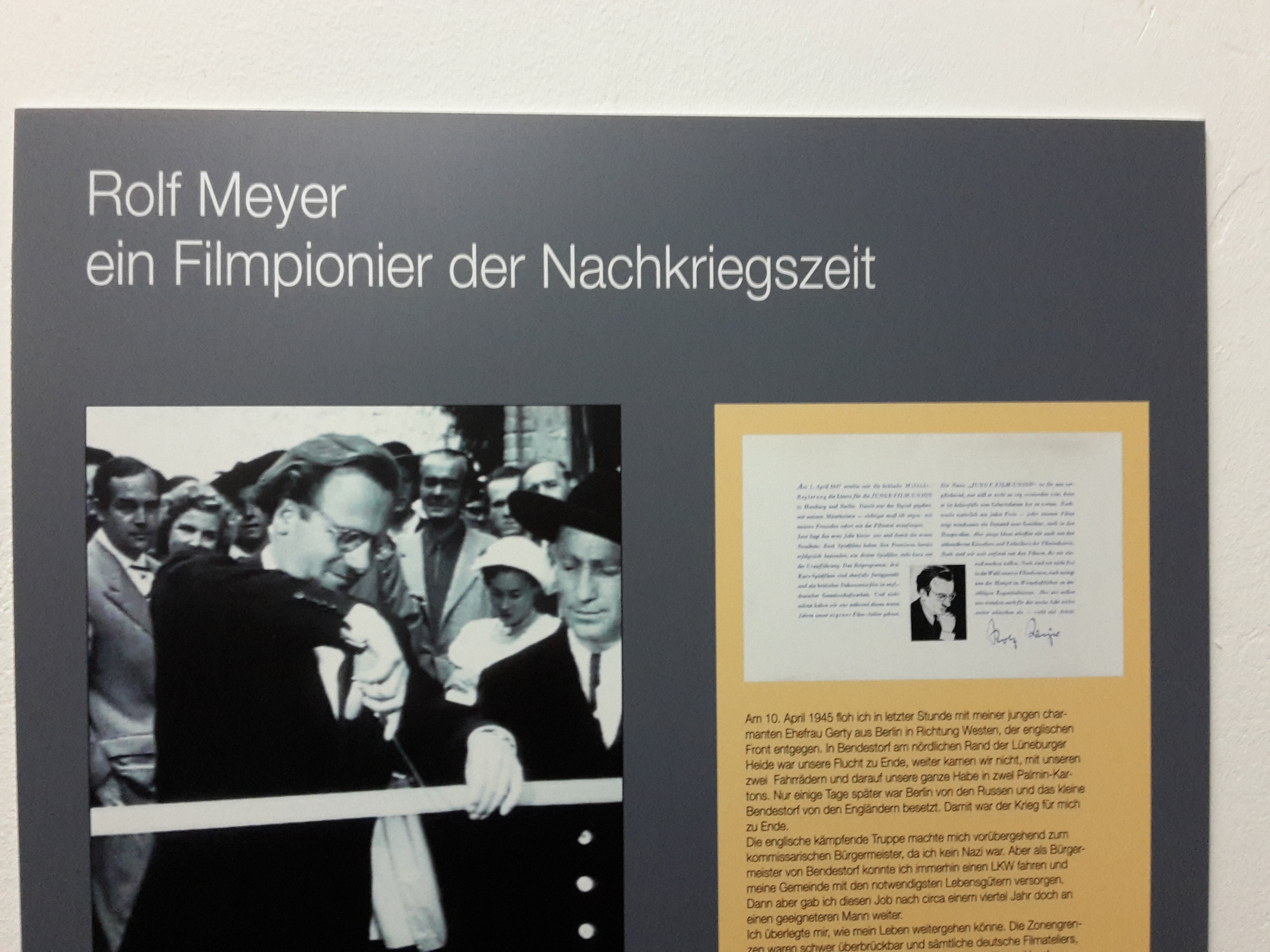
Infotafel über den Regisseur Rolf Meyer
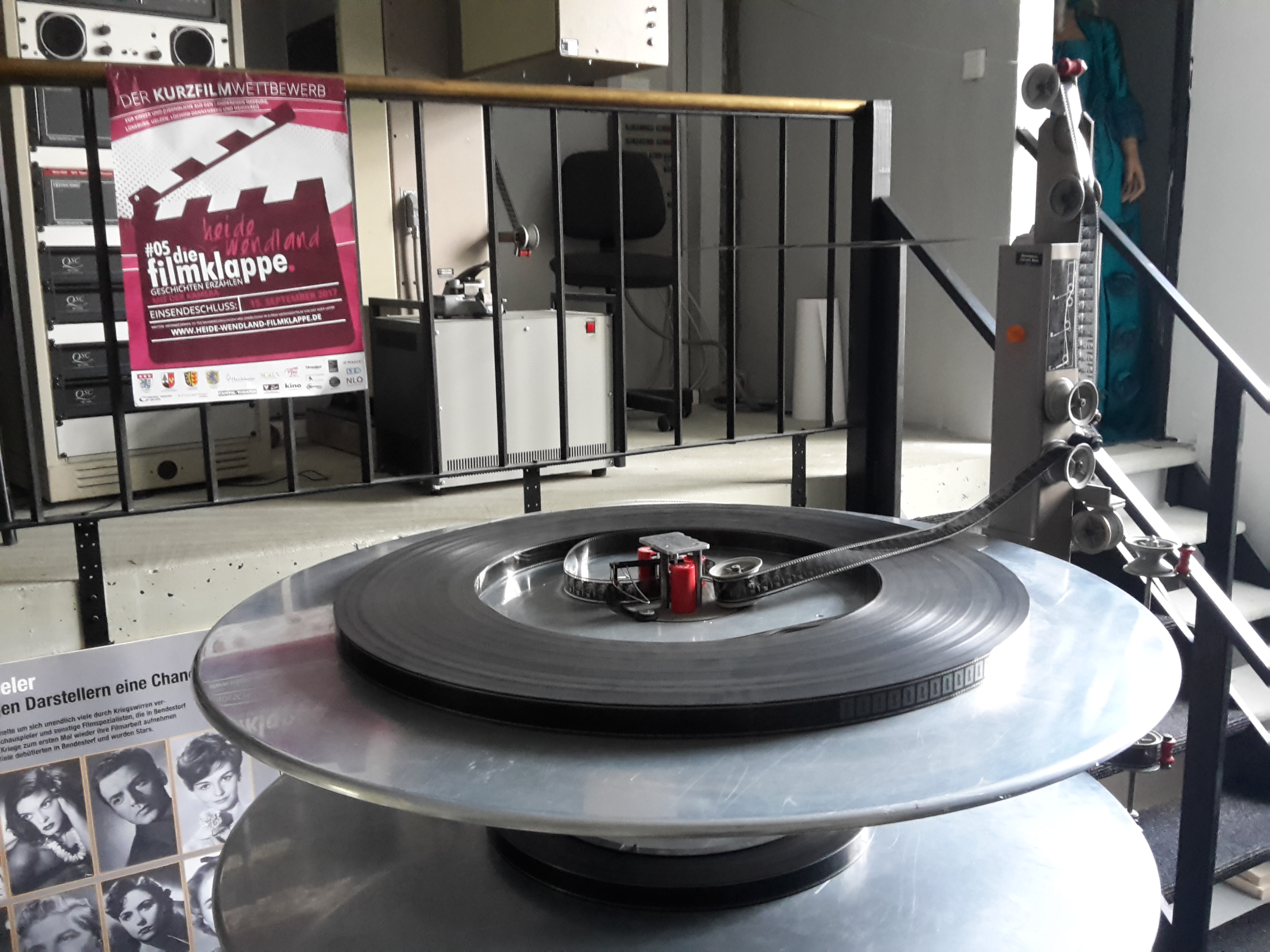
In der Ausstellung
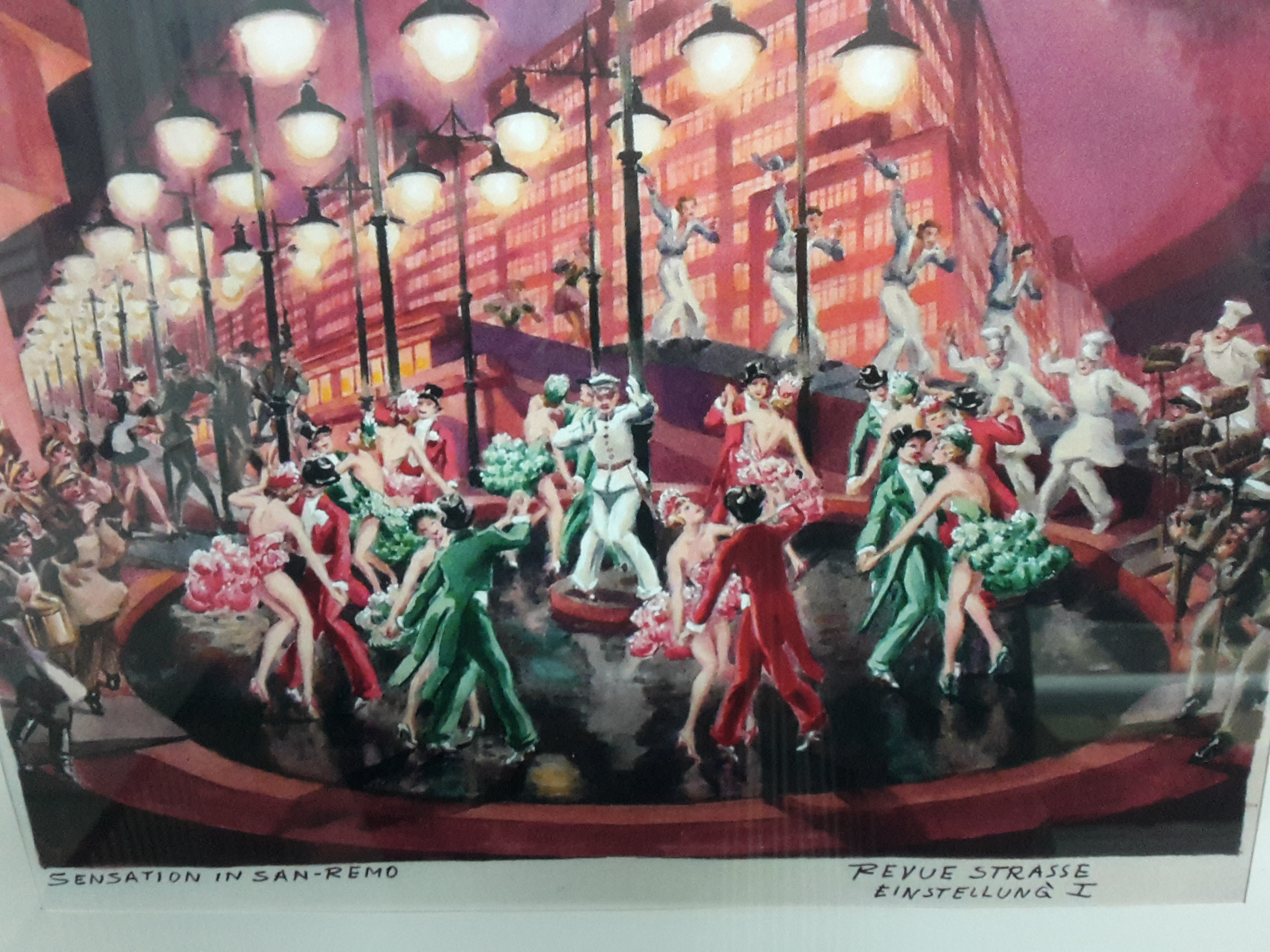
Szenenbild

## Dokumentation
- Als Hollywood in der Heide lag – Die Filmstudios von Bendestorf; szenische Fernsehdokumentation (D 2016, ca. 45 min); Buch/Regie: Susanne Brahms, Matthias Greving, Erstausstrahlung: 8. Juni 2016 (NDR)[13]

## Organisatorisches
Das Museum wird von einem Museumsverein betrieben und ist ganzjährig donnerstags und sonntags am Nachmittag geöffnet.